# Suad Al-Faqaan
Suad Al-Faqaan (ur. 3 września 1991) – kuwejcka wioślarka i biolog, olimpijka z Paryża 2024.
Posiada tytuł naukowy doktora. Pracuje na Wydziale Nauk Biologicznych Uniwersytetu Kuwejckiego. Amatorsko uprawia wioślarstwo. W 2024 jako pierwsza kuwejcka wioślarka w historii wystąpiła na igrzyskach olimpijskich. Były to jej pierwsze zawody rangi międzynarodowej. Podczas ceremonii otwarcia igrzysk była chorążym reprezentacji Kuwejtu.

## Udział w zawodach międzynarodowych
| Impreza              | Rok  | Gospodarz | Wynik   |
| Impreza              | Rok  | Gospodarz | jedynka |
| -------------------- | ---- | --------- | ------- |
| Igrzyska olimpijskie | 2024 | Paryż     | 29      |